# Campsiandra taphornii
Espèce
Campsiandra taphornii est une espèce de plantes à fleurs de la famille des Fabaceae (Légumineuses), endémique de la région des Llanos au Venezuela.